# Кондрашова Ольга Сергіївна
О́льга Сергі́ївна Кондрашо́ва (* 1990) — українська синхронна плавчиня. Срібна і бронзова призерка чемпіонатів Європи.

## З життєпису
Представляла Харківську область.
- Чемпіонат Європи серед юніорів:
  - Бронзова медаль; 2006 Бонн; вільна комбінація
  - Бронзова медаль (2007) — Калела; вільна комбінація
- бронзова нагорода — Чемпіонат Європи з водних видів спорту 2008; комбінація, довільна програма — вона та Багірова Анна, Надія Бережна, Інга Гіллер, Юлія Мар'янко, Ксенія Сидоренко, Ганна Хмельницька, Анастасія Чепак, Дар'я Юшко
- Чемпіонат Європи з водних видів спорту 2010 — бронзова нагорода; вона та Лоліта Ананасова, Анна Волошина, Інга Гіллер, Олена Гречихіна, Ольга Кондрашова, Юлія Мар'янко, Олександра Сабада, Катерина Садурська, Ксенія Сидоренко, Ганна Хмельницька, Ольга Шевчук, Дар'я Юшко
- Чемпіонат Європи з водних видів спорту 2012 — срібна нагорода; вона та Лоліта Ананасова, Анна Волошина, Клименко Ганна Павлівна, Олександра Сабада, Катерина Садурська, Дар'я Юшко
- Чемпіонат Європи з водних видів спорту 2014 — золота нагорода — командні змагання; двільна комбінація. Сібна нагорода; командні змагання.[2]